# Golden (Mississippi)
Golden è una città (town) degli Stati Uniti d'America, situata nella contea di Tishomingo, nello Stato del Mississippi.